# Alampyris fuliginea
Alampyris fuliginea är en skalbaggsart som beskrevs av Bates 1881. Alampyris fuliginea ingår i släktet Alampyris och familjen långhorningar. Inga underarter finns listade i Catalogue of Life.